# Мореро, Сантьяго
Сантья́го Эдуа́рдо Море́ро (исп. Santiago Eduardo Morero; 18 апреля 1982, Венадо-Туэрто, Санта-Фе) — аргентинский футболист, защитник.

## Биография
Сантьяго Мореро начал карьеру в 2003 году в клубе «Дуглас Хейг», выступая в третьем дивизионе чемпионата Аргентины. В 2005 году футболист перешёл в «Тигре», куда его пригласил главный тренер команды Рикардо Ломбарди. С этой командой, спустя два года, Сантьяго вышел в высший дивизион аргентинского первенства. Апертура 2007 стала первой для «Тигре» в Примере с 1980 года. В команде Сантьяго стал игроком стартового состава, выступая почти во всех матчах. В 2008 году Мореро помог команде занять второе место в чемпионате; это достижение стало наивысшем в долгой истории клуба.
В сентябре 2008 года Мореро перешёл в итальянский клуб «Кьево». Первоначально предполагалось, что футболист заключит контракт с «Удинезе», но у клуба из Удине в таком случае был бы превышен лимит игроков-не граждан ЕС. 15 декабря того же года он дебютировал в составе «Кьево» в игре с «Интернационале», в которой его клуб проиграл 2:4. 22 февраля 2009 года Сантьяго забил первый мяч в составе команды, поразив ворота «Фиорентины». Всего за сезон игрок провёл 20 игр и затем подписал новый контракт с клубом до 2013 года.